# آلیس بی. تکلاس
آلیس بی. تُکلاس (به انگلیسی: Alice B. Toklas) ‏(۳۰ آوریل ۱۸۷۷ – ۷ مارس ۱۹۶۷) نویسندهٔ آمریکایی ساکن پاریس و شریک زندگی گرترود استاین بود.

## زندگی‌نامه
آلیس بابت تکلاس در خانوادهٔ طبقه متوسط یهودی در سان فرانسیسکو به دنیا آمد. برای مدت کوتاهی در دانشگاه واشینگتن موسیقی خواند. در سال ۱۹۰۷ جلای وطن کرده و به پاریس رفت و همانجا گرترود استاین را ملاقات کرد. آن دو در خانه شماره ۲۷ رو د فلورو پذیرای نویسندگانی چون ارنست همینگوی، پل بولز، تورنتون وایلدر، شروود اندرسن و نقاشان پیشرویی مانند پیکاسو، ماتیس و براک بودند.
آلیس، همراه، عاشق، آشپز، مدیر شخصی، منشی، تایپیست و منتقد ادبی گرترود استاین، و به نوعی در سایهٔ او بود. تا اینکه استاین پرفروش‌ترین کتاب خود را که خاطراتش بود با نامِ کنایی خودزندگی‌نامه آلیس بی. تکلاس در سال ۱۹۳۳ منتشر کرد.
تکلاس و استاین تا زمان مرگ استاین در سال ۱۹۴۶ با یکدیگر زندگی کردند. استاین تعداد قابل توجهی تابلو از هنرمندان معاصر مانند پیکاسو، ماتیس، سزان و ... داشت که آن‌ها را برای تکلاس به ارث گذاشت. اما از آنجایی که رابطه آن‌ها از نظر قانونی به رسمیت شناخته نمی‌شد، برادران استاین تابلوها را تصاحب کردند. تکلاس که دچار مشکلات مادی بود دو کتاب آشپزی منتشر ساخت. او در ۸۹ سالگی و در فقر درگذشت. او را در گورستان پر-لاشز در کنار مزار استاین به خاک سپردند.